# Oliver Pope
Oliver Pope (19 novembre 1990) è un pilota motociclistico britannico partecipante dal 2008 al Campionato Europeo Supermoto S3 sulla KTM 250cc del team inglese Robinsons vincendo il titolo l'anno stesso.
Nel 2009 debutta nel Campionato Europeo Open nel Team KTM UK Skyzone Racing, ma molti infortuni lo costringono a rinunciare a gran parte della stagione. Nel 2010 abbandona il team Skyzone Racing.

## Palmarès
- 2005: Campione Inglese Runner Up classe 85cc
- 2006: Campione Inglese Runner Up classe 250cc (su KTM)
- 2006: 29º posto Campionato Inglese Supermoto S2 (2 gare su 8) (su KTM)
- 2006: 16º posto KTM Supermoto Junior Euro Cup (su KTM)
- 2007: 28º posto Campionato Europeo Supermoto S3 (1 gara su 8) (su KTM)
- 2008: Campione Inglese Supermoto S3 (su KTM)
- 2008: Campione Europeo Supermoto S3 (su KTM)
- 2008: 13º posto generale Supermoto delle Nazioni (Team England Junior) (su KTM)
- 2009: 24º posto Campionato Inglese Supermoto Elite (su KTM) - infortunio
- 2009: 29º posto Campionato Europeo Supermoto classe Open (su KTM) - infortunio
- 2009: 4º posto Supermoto Indoor di Zwolle (su KTM)